# Fistulinaceae
Fistulinaceae là một họ nấm thuộc bộ Agaricales. Loài điển hình của họ là nấm Fistulina hepatica. Các nghiên cứu về phát sinh chủng loại phân tử đã cho tháy họ nấm này nằm trong bộ Agaricales.